# Oleksandr Schalimow
Oleksandr Oleksijowytsch Schalimow (* 7. Januarjul. / 20. Januar 1918greg. in Wwedenka, Ujesd Sadonski, Russisches Reich; † 28. Februar 2006 in Kiew, Ukraine) war ein sowjetisch-ukrainischer Chirurg und einer der Gründer des nach ihm benannten Nationalen Instituts für Chirurgie und Transplantation O. O. Schalimow.

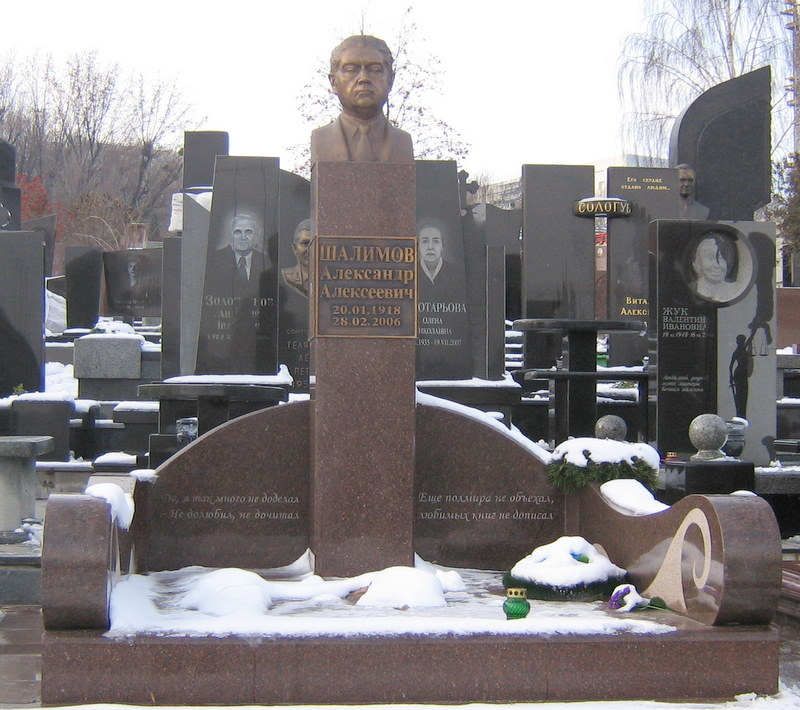
Grab von Oleksandr Schalimow auf dem Kiewer Baikowe-Friedhof

## Leben
Oleksandr Schalimow wurde in eine großbäuerliche Familie mit elf Kindern hineingeboren, die im Jahr 1925 an den Kuban (Rajon Koschechabl) zog, wo er in die Schule ging. Von 1934 bis 1936 besuchte er die Medizinische Fachschule Kuban, die er mit Auszeichnung abschloss und im Anschluss ein Studium der Medizin an der Kuban Staatlichen Medizinischen Universität in Krasnodar aufnahm, das er 1941 beendete. Im September 1944 wurde er im städtischen Krankenhauses Baikal in Petrowsk-Sabaikalski Chefarzt und Leiter der chirurgischen Abteilung. Seit August 1959 leitete er den Lehrstuhl für Thoraxchirurgie und Anästhesiologie der Medizinischen Universität in Charkiw und ab Mai 1970 Inhaber des Lehrstuhls für Chirurgie am Kiewer Institut für Weiterbildung. Seit Mai 1971 war Schalimow Direktor des Forschungsinstituts für Hämatologie und Bluttransfusion in Kiew und von Juli 1972 an war er Direktor und seit April 1988 Ehrendirektor des Forschungsinstituts für Klinische und Experimentelle Chirurgie. Gleichzeitig war er Chefarzt des Ministeriums für Gesundheitswesen der Ukraine.
Schalimow war seit 1978 Mitglied der Nationalen Akademie der Wissenschaften der Ukraine und seit 1993 der Nationalen Akademie der Medizinischen Wissenschaften der Ukraine, führte etwa 40.000 Operationen durch, ist Autor von über 830 wissenschaftlichen Artikeln, darunter mehr als 30 Monographien und Schöpfer von 112 Erfindungen. Er starb in Kiew und ist dort auf dem Baikowe-Friedhof begraben.
2014 wurde Schalimow zu Ehren ein Denkmal in Kiew eingeweiht.

## Ehrungen
Oleksandr Schalimow erhielt zahlreiche Orden und Ehrungen. Darunter:
- 1956 Ehrendoktor der RSFSR[3]
- 1967 Verdienter Wissenschaftler[3]
- 1977, 1985 Staatspreis der USSR[5]
- Orden der Oktoberrevolution[5]
- Orden des Roten Banners der Arbeit[5]
- 1982 Held der Sozialistischen Arbeit[3]
- 1982 Leninorden[3]
- 1985 Staatspreis der UdSSR[3]
- 1988 Ehrendirektor des Kiewer Instituts für Klinische und Experimentelle Chirurgie[3]
- 1993 Ukrainischer Verdienstorden 3. Klasse[3]
- 1998 Ehrenbürger der Stadt Kiew[6]
- 1999 Ukrainischer Verdienstorden 1. Klasse
- 2001 Ehrenbürger der Stadt Charkiw
- 2005 Held der Ukraine[3]
- 2014 Denkmal in Kiew[4]
- 2018 Anlässlich des 100. Geburtstages von Oleksandr Schalimow im Jahr 2018 gab die ukrainische Nationalbank innerhalb der Münzserie Herausragende Persönlichkeiten der Ukraine eine Zwei-Hrywnja-Gedenkmünze mit seinem Porträt heraus.[7]